# Monte Orlano
Il Monte Orlano è un rilievo dell'isola d'Elba. 

## Descrizione
Situata nella parte occidentale dell'isola, fa parte della Catena del Monte Capanne e raggiunge un'altezza di 546 metri sul livello del mare.
La vetta si erge a breve distanza da quella del Monte Cenno e della Collica. Il toponimo, attestato dal 1885, è di derivazione incerta; forse si tratta di una corruzione fonetica da oltano («albero di ontano», Alnus glutinosa) o dal latino orulus («margine»). Sulla vetta si trova un quartiere pastorale, il Caprile di Monte Orlano.